# Porta Marzia
La Porta Marzia è una porta cittadina della cinta muraria etrusca della città di Perugia e si trova in via Marzia.

## Storia e descrizione
Risalente alla seconda metà del III secolo a.C. venne inglobata nel 1540 nella muratura esterna della Rocca Paolina.
Il progettista della nuova fortezza voluta da papa Paolo III, Antonio da Sangallo il Giovane, la fece smontare e la ricollocò a quattro metri di distanza dalla sua postazione originaria.
Costruita in travertino, presenta un arco a tutto sesto inquadrato da lesene con capitelli a rosetta centrale, sormontato da una balaustra scandita da quattro pilastri in stile italo-corinzio dalla quale sporgono cinque sculture: al centro domina la scena Giove tra i Dioscuri Castore e Polluce (tutte e tre le divinità erano protettrici della città), fiancheggiati dai rispettivi cavalli alle due estremità. Altre due teste, forse di numi tutelari degli ingressi, si trovano nei triangoli tra l'arco e le lesene. La pietra alla sommità dell'arco, oggi consunta, raffigurava una testa di cavallo.
Sull'architrave sopra l'arco si legge l'epigrafe Augusta Perusia, nella cornice superiore è incisa la scritta Colonia Vibia a testimonianza dello "ius coloniae" concesso dall'imperatore romano di origini perugine Vibio Treboniano Gallo.
Il nome della porta può derivare dal fatto che vicino ci fosse un tempio di Marte o dal fatto che nelle vicinanze si svolgessero i giochi marziali, un'altra ipotesi molto plausibile è che il suo nome derivi Vibio Marso (dell'antica famiglia dei Vibi) che fece restaurare e abbellire la porta etrusca nel primo secolo d.C. sotto l'imperatore Tiberio; contemporaneamente Vibio Marso avvio' la costruzione dell'anfiteatro romano sottostante porta Marzia, i resti dell'anfiteatro sono ancora visibili sotto Palazzo Vibi oggi Palazzo della Penna ( i della Penna furono gli eredi dei Vibi).